# Saint-Émiland
Saint-Émiland is een gemeente in het Franse departement Saône-et-Loire (regio Bourgogne-Franche-Comté) en telt 309 inwoners (2004). De plaats maakt deel uit van het arrondissement Autun.

## Geografie
De oppervlakte van Saint-Émiland bedraagt 23,0 km², de bevolkingsdichtheid is 13,4 inwoners per km².
De onderstaande kaart toont de ligging van Saint-Émiland met de belangrijkste infrastructuur en aangrenzende gemeenten.

## Demografie
Onderstaande figuur toont het verloop van het inwonertal (bron: INSEE-tellingen).